# 典礼秘跡省
典礼秘跡省（てんれいひせきしょう ラテン語: Congregatio de Cultu Divino et Disciplina Sacramentorum）は、ローマ教皇庁の聖省である。東方典礼カトリック教会とは異なるローマ教皇を中心とするカトリック教会（ラテン教会）の典礼に係るほとんどの事項、また秘跡に係る一定の技術的な事項を司る。

## 歴史
秘蹟聖省 (Sacra Congregatio de Disciplina Sacramentorum) (1908年-1969年) の直接の後身である。
1588年から1969年まで行われていた礼部聖省 (Sacra Rituum Congregatio)の職務が、1969年に創立された 典礼聖省(Sacra Congregatio pro Cultu Divino)に引き継がれ、1975年に秘跡典礼省 (Congregatio de Sacramentis et Cultu Divino) の名称となり秘跡と典礼の職務を併せる。改名を経て現在の名称、典礼秘跡省（Congregatio de Cultu Divino et Disciplina Sacramentorum)に至る。
1984年から1988年までの間は、秘跡聖省 (Congregatio de Sacramentis) と典礼聖省 (Congregatio de Cultu Divino) に再び分割されたが、長官は兼任であった。

## 職務
1988年6月28日に教皇ヨハネ・パウロ2世の発布した使徒憲章『Pastor Bonus』では典礼秘跡省に以下の職務を定めている。
「第六十二条　典礼秘跡省は、教理省の権限を害することのない範囲で、聖なる典礼、第一には秘跡、の規制および促進に関して使徒座に属するすべての事項を行う。
第六十三条　典礼秘跡省は、秘跡の管理の規則、特に、有効かつ教会法に従って秘跡を執行することに関するものを育成し、守る。また、この事項についての教区司教の権限に含まれない権限および免除を与える。
第六十四条
一　効果的かつ適切な手段により、典礼秘跡省は典礼司牧活動、特に聖餐に関するものを促進する。聖なる典礼においてキリスト教信者がさらに主体的に分かち合えるよう、教区司教を支援する。
二　典礼秘跡省は典礼文の作成および改訂を司る。権利を持つ特定の教会および機関に特有の教会暦ならびにミサおよび聖務日課の典礼書を再確認する。
三　典礼書の翻訳および司教団により教会法に従って準備された適応を承認する。
第六十五条　典礼秘跡省は聖歌の促進のための委員会または管理室を育成する。教会法に従い、国際性をもつ協会を設立し、ならびにその規則に承認を与え、または認可する。また、各地域からの会合を支援することにより、典礼生活の進展に貢献する。
第六十六条　典礼秘跡省は、典礼の規則が正確に遵守されることを保証するため、注意深く監督を行う。誤用の存在が発見された場合、回避し除去される。
第六十七条　典礼秘跡省は、婚姻の未完成の事実および免除を与える理由の存在を審査する。司教の誓約および契約の擁護者の意見を含め全ての決議書を受け取り、各々の特別な状況を慮り、また、当該事件が是認する場合、免除を申請する教皇への請願を提出する。
第六十八条　典礼秘跡省は、叙階無効に関し、教会法に従って審査する権限を有する。
第六十九条　典礼秘跡省は、聖遺物崇敬、守護聖人の確認、および、小聖堂の命名の承認に関する権限を有する。
第七十条　典礼秘跡省は、典礼による信仰のほか、キリスト者の教会の規則と調和した祈りおよび信心業が促進され深い敬意が払われるよう、司教を支援する。」

## 長官（prefect）
- ドメニコ・フェラータ (Domenico Ferrata) - 1908年 - 1914年
- フィリッポ・ジュスティーニ (Filippo Giustini) - 1914年 - 1920年
- ミケーレ・レーガ (Michele Lega) - 1920年 - 1935年
- ドメニコ・ジョリオ (Domenico Jorio)　- 1935年 - 1954年
- ベネデット・アロイシ・マセラ (Benedetto Aloisi Masella) - 1954年 - 1968年
- フランシス・ジェームズ・ブレナン (Francis James Brennan) - 1968年 - 1968年
- アントニオ・サモレ (Antonio Samorè) - 1968年 - 1974年
- ジェームズ・ロバート・ノックス (James Robert Knox) - 1974年 - 1981年
- ジュゼッペ・カゾリア (Giuseppe Casoria) - 1981年 - 1984年 (うち1981年-1983年は長官代理（pro-prefect）)
- パウル・アウグスティン・マイヤー (Paul Augustin Mayer) - 1984年 - 1988年 (うち1984年-1985年は長官代理（pro-prefect）)
- エドゥアルド・マルティネス・ソマロ (Eduardo Martínez Somalo) - 1988年 - 1992年
- アントニオ・マリア・ハビエル・オルタス (Antonio María Javierre Ortas) - 1992年 - 1996年
- ホルヘ・アルトゥーロ・メディナ・エステベス (Jorge Arturo Augustin Medina Estévez) - 1996年 - 2002年 (うち1996-1998年は長官代理（pro-prefect）)
- フランシス・アリンゼ (Francis Arinze) - 2002年 - 2008年
- アントニオ・カニザレス・ジョベラ(Antonio Cañizares Llovera) - 2008年 - 2014年
- ロベール・サラ (Robert Sarah) - 2014年 -